# ケンにいちゃん
『ケンにいちゃん』は、1974年3月7日から1975年2月27日までTBS系列の毎週木曜19:30 - 20:00（JST）に放送された児童向けドラマである。全52回。

## 概要
『ケンちゃんシリーズ』第6作。本作ではレストラン『あおぞら』が舞台となる。
本作よりシリーズの若返りを図るべく、ケンイチの弟・ケンジを初登場させ、ケンイチは「ケンにいちゃん」、ケンジは「ケンちゃん」と呼ぶ様になる。そしてケンジが主人公的な扱いになり、ケンイチはケンジを見守ったり助言を言ったりする、副主人公的な存在になる。この体制は宮脇最終作となる『フルーツケンちゃん』（1976年）まで続く。
前作では出なかった牟田悌三がお父さん役で復帰、以後1978年の『スポーツケンちゃん』までお父さんを演じる。
なお、1961年10月開始の『レストレス・ガン』以来、12年4か月間この枠を提供したライオン油脂は、本作を以て撤退、残ったライオン歯磨は次作『おそば屋ケンちゃん』より明治製菓と共同提供するため、『ライオンこども劇場』の枠名とライオンのオープニングキャッチは本作を以て廃止された。

## 出演者
- ケンイチ（ケンにいちゃん）：宮脇康之
- ケンジ（ケンちゃん）：岡浩也
- お父さん：牟田悌三
- お母さん：岸久美子
- おじいちゃん：小栗一也
- おばあちゃん：露原千草
- ミキ：岸ユキ
- 直さん（コック）：大谷淳
- デカパン（ウェイトレス）：大井小町
- ミヨちゃん：北原ひろみ
- チエ子：山添三千代
- 秀才くん：山田慶造
- ルミコ：杉野公子
- エート：田村明彦
- ムクチ：柳下達彦
- 名人：西脇政敏
- お巡りさん：坂本新兵
- 三五郎：石田信之

## スタッフ
- プロデューサー：杉山茂樹、忠隈昌（TBS）
- 脚本：大石隆一、三宅直子（シリーズ初登板）、他
- 音楽：牧野由多可
- 撮影：秋元茂
- 照明：加藤角三
- 録音：沼田春雄、渋谷明憲
- 美術：儘田敏雄
- 編集：池月正
- 助監督：鎌倉悦男 他
- 制作主任：名久井寅喜
- 現像：TBS映画社
- 監督：柴田吉太郎、他
- 制作：TBS、国際放映

## 主題歌
「ケンにいちゃん」
- 作詞：吉田旺／作編曲：葵まさひこ／歌：天地総子、シンガーズ・スリー
- 主題歌を宮脇が歌わなかったのは、『ケンちゃんトコちゃん』以来。この時期、宮脇は変声期に入っていた。
- レコードは、東芝EMI（現：EMIミュージック・ジャパン）から発売されていたが、本曲は『ウルトラマンタロウ』・『ウルトラマンレオ』・『アイアンキング』などで知られる「東京レコード」（「アモンレコード」レーベル。ディスコメイトレコードの前身）から唯一発売された。

## サブタイトル
1. 1974年3月7日 「ぼくンちレストランでース」
2. 1974年3月14日 「ウソ発見器だぞーン」
3. 1974年3月21日 「サンドイッチとスパゲティー」
4. 1974年3月28日 「タレントになりたい!」
5. 1974年4月4日 「ちいさな秘密」
6. 1974年4月11日 「つよがり君の涙」
7. 1974年4月18日 「カレーライスと宇宙人」
8. 1974年4月25日 「マネマネ小僧」
9. 1974年5月2日 「ボクのどろんこ作戦」
10. 1974年5月9日 「ガラクタ車で世界一周!」
11. 1974年5月16日 「よその子になりたい」
12. 1974年5月23日 「ばれちゃったテスト」
13. 1974年5月30日 「叱ってくれないもん!」
14. 1974年6月6日 「ものすごいやつがやって来た」
15. 1974年6月13日 「空とぶホーキ」
16. 1974年6月20日 「負けるなチビッコチーム」
17. 1974年6月27日 「ロボット騒動」
18. 1974年7月4日 「雨の日の出来事」
19. 1974年7月11日 「グライダーとお巡りさん」
20. 1974年7月18日 「とんだピクニック」
21. 1974年7月25日 「ボク達のお手伝い競争」
22. 1974年8月1日 「見えないおじさん」
23. 1974年8月8日 「歌が出来たゾー!」
24. 1974年8月15日 「ボクらの探偵物語」
25. 1974年8月22日 「ゆかいなガマン会」
26. 1974年8月29日 「プールのガールフレンド」
27. 1974年9月5日 「泣いてたまるかよー!」
28. 1974年9月12日 「高原のゆかいな少年」
29. 1974年9月19日 「高原のいたずら日記」
30. 1974年9月26日 「ヒミツ大作戦」
31. 1974年10月3日 「スタジオは大騒ぎ」
32. 1974年10月10日 「まかせてよ! お母さん」
33. 1974年10月17日 「鳴かないコオロギ」
34. 1974年10月24日 「誕生カードの秘密」
35. 1974年10月31日 「地図の中に消えた?」
36. 1974年11月7日 「ないしょのないしょ」
37. 1974年11月14日 「女の子と空飛ぶ円盤」
38. 1974年11月21日 「思い出のガールフレンド」
39. 1974年11月28日 「お嫁さんが来るゾー!」
40. 1974年12月5日 「宝物がいっぱい」
41. 1974年12月12日 「おいしいハンバーグ」
42. 1974年12月19日 「カスタネットとドラムで歌おう」
43. 1974年12月26日 「みんなでお芝居」
44. 1975年1月2日 「ケンちゃんと水戸黄門」
45. 1975年1月9日 「ないしょの友情」
46. 1975年1月16日 「もうひとりのお母さん」
47. 1975年1月23日 「がんばった約束」
48. 1975年1月30日 「これがあおぞらスパゲッティー」
49. 1975年2月6日 「大きな犬と小さな犬」
50. 1975年2月13日 「なくなった大切な切手」
51. 1975年2月20日 「海で会ったおばあさん」
52. 1975年2月27日 「そこまで春が!」

## 放送局
- TBS：木曜 19:30 - 20:00
- 青森テレビ：木曜 19:30 - 20:00[1]
- 岩手放送：木曜 19:30 - 20:00[1]
- 山形放送：水曜 19:00 - 19:30[2]
- 東北放送：木曜 19:30 - 20:00[3]
- 福島テレビ：木曜 19:30 - 20:00[3]
- 新潟放送：木曜 19:30 - 20:00[3]
- テレビ山梨：木曜 19:30 - 20:00[1]
- 信越放送：木曜 19:30 - 20:00[1]
- 静岡放送：木曜 19:30 - 20:00[1]